# 黎春秋
黎 春秋（れい しゅんじゅう、1969年10月 - ）は、中華人民共和国の官僚、政治家。湖南省邵陽市出身。現職は瀏陽市党委員会書記、瀏陽経済技術開発区党工委第一書記、長沙市党委員会常務委員。

## 経歴
1969年10月、湖南省邵陽市で生まれる。1989年9月に湖南師範大学を卒業後、同年、長沙市南区政府弁公室に入局。1997年1月、副主任に昇格。1998年1月、天心区に移り、城市建設開発会社党支部副書記を務めた後、2002年11月からは副区長に昇格する。2006年6月、長沙県党委員会常務委員兼副県長に転出。翌年、常務副県長に昇格。2008年4月、寧郷県党委員会副書記、県長に転任。2012年2月に県党委員会書記に昇格した。10月には同県経済技術開発区党工委書記を兼務する。2015年4月、長沙市副市長に昇格。翌年9月、市党委員会常務委員兼宣伝部部長に任命。2017年3月、瀏陽市党委員会書記に転出。 